# Anghelache Donescu
Anghelache Donescu, né le 18 octobre 1945 à Bucarest et mort le 28 août 2023, est un cavalier de dressage roumain.

## Palmarès
- 1980 : médaille de bronze par équipe aux Jeux olympiques d'été de 1980 avec Dor